# Rechetylivka
Rechetylivka (ukrainien : Решетилівка, russe : Решетиловка) est une commune urbaine de l'oblast de Poltava, en Ukraine. Elle compte 9 123 habitants en 2021.